# Jassargus allobrogicus
Jassargus allobrogicus är en insektsart som beskrevs av Ribaut 1936. Jassargus allobrogicus ingår i släktet Jassargus och familjen dvärgstritar. Arten är reproducerande i Sverige. Inga underarter finns listade i Catalogue of Life.